# Viften
Viften (internationaler englischsprachiger Titel Empire) ist eine Filmsatire und ein Historiendrama von Frederikke Aspöck über die Kolonialgeschichte Dänemarks. Der auf der Karibikinsel St. Croix spielende Film feierte im Januar 2023 beim Göteborg Film Festival seine Premiere und kam im April 2023 in die dänischen Kinos.

## Handlung

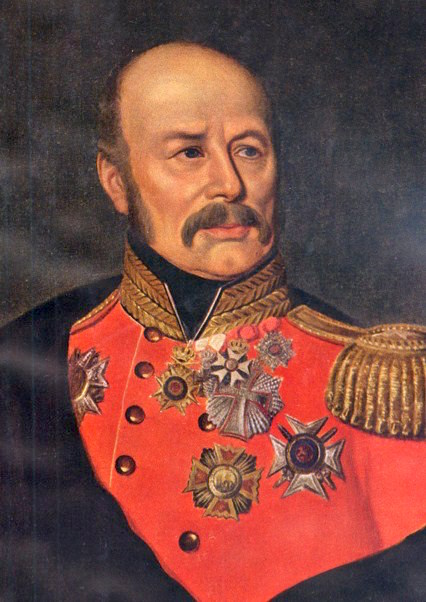
Der dänische Generalgouverneur Peter von Scholten

Im Jahr 1848 auf der Karibikinsel St. Croix im Archipel der Kleinen Antillen. Anna Heegaard und Petrine sind beste Freundinnen. Die Lebensumstände der beiden schwarzen Frauen sind sehr unterschiedlich. Anna ist die Geliebte des Gouverneurs General Peter von Scholten, Petrine dient in dem Landhaus, in dem sie leben, als Sklavin und arbeitet im Haushalt. Als Gerüchte über einen Aufstand die Runde machen, müssen Anna und Petrine feststellen, dass sie nun auf unterschiedlichen Seiten stehen.

## Hintergrund
Am 13. Juni 1733 wurde Saint Croix an die Dänische Westindien-Kompanie verkauft, die keinen Wert auf die Nationalität der Siedler legte, weshalb sich dort spanische Juden, französische Hugenotten und englische Siedler niederließen. Peter von Scholten schaffte die Sklaverei auf Saint Croix 1848 ab. Er war deutscher Abstammung und ab 1827 der königlich dänische Generalgouverneur von Dänisch-Westindien. Seinen Sitz hatte er in Christiansted auf Saint Croix. Wie damals durchaus üblich unter Kolonialbeamten und Plantagenbesitzern holte er die etwa sechs Jahre jüngere Anna Elizabeth Heegaard zu sich auf seinen Landsitz Bülowsminde.
Bei einem Aufstand ehemaliger Sklaven dreißig Jahre nach der Abschaffung der Sklaverei in Saint Croix wurde die frühere Hauptstadt völlig zerstört. Im Jahr 1917 kauften die USA die Jungferninseln Dänemark für 25 Millionen US-Dollar ab. Heute gehört Saint Croix zu den Amerikanischen Jungferninseln und als nichtinkorporiertes US-amerikanisches Außengebiet zu den Vereinigten Staaten.

## Produktion

### Regie und Drehbuch
Regie führte Frederikke Aspöck. Das Drehbuch schrieb Anna Neye. Die Inspiration für die Geschichte hatten sie während einer gemeinsamen Reise nach St. Croix im Jahr 2015, wo sie einen Dokumentarfilm über die Geschichte der schwarzen Dänen drehten. Zu ihrer Schulzeit sei nur ein Schuljahr der dänischen Kolonialgeschichte gewidmet gewesen, ihre Kinder hingegen hätten diese überhaupt nicht im Unterricht besprochen, so Aspöck.

### Besetzung und Dreharbeiten

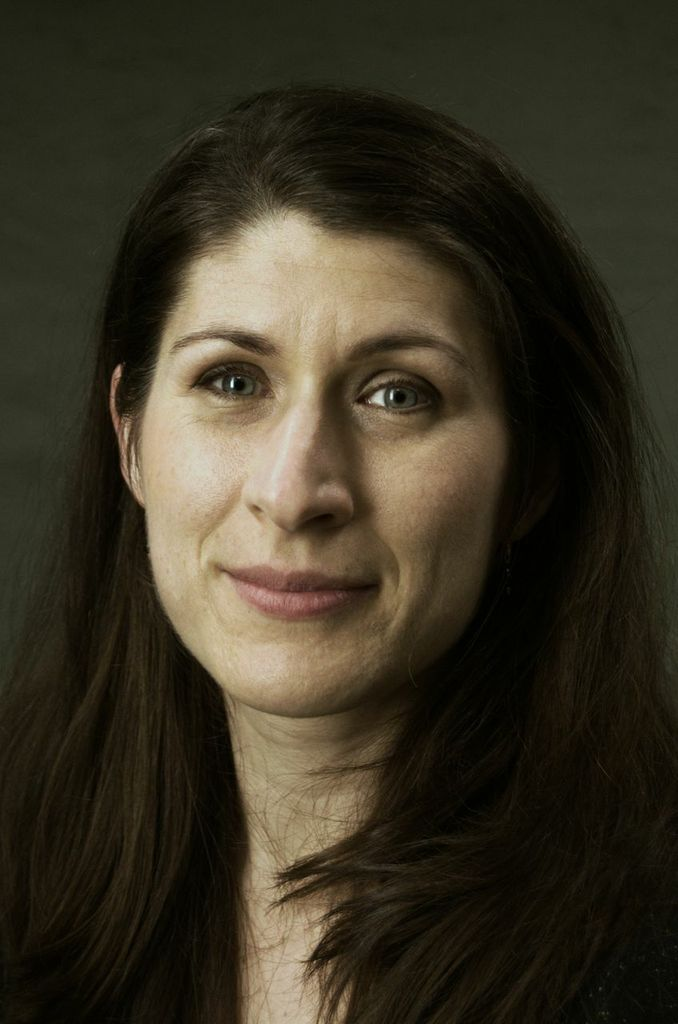
Kamerafrau Linda Wassberg

Neye spielt zudem in einer der Hauptrollen Anna Heegaard und Sara Fanta Traore, bekannt aus der dänischen Fernsehserie Sex, ihre beste Freundin Petrine. Claus Riis Østergaard spielt Peter von Scholten und Peter Gantzler den König. In weiteren Rollen sind Søs Sif Thiele und Jesper Asholt als Mrs. und Mr. Nielsen, Jesper Groth als Admiral Irminger und Tyler Errol Murray als Peter von Scholtens Bruder Frederik zu sehen.
Ursprünglich wollte die Regisseurin vor Ort auf St. Croix drehen, letztlich erfolgten die Aufnahmen aber im Mai und Juni 2021 auf den Kanarischen Inseln. Als Kamerafrau fungierte Linda Wassberg, bekannt für ihre Arbeit an der Krimiserie Detective No. 24.

### Filmmusik und Veröffentlichung
Die Filmmusik komponierte der dänische Sänger, Musikproduzent und Keyboarder Rasmus Bille Bähncke und Rasmus Groth Brandt.
Die Premiere des Films fand am 29. Januar 2023 beim Göteborg Film Festival statt. Hiernach sicherte sich REinvent die internationalen Rechte am Film. Der Kinostart in Dänemark erfolgte am 20. April 2023. Im Oktober 2023 wurde er in Norwegen und Schweden als Video-on-Demand veröffentlicht. Im Januar 2024 wird er beim Palm Springs International Film Festival gezeigt.

## Auszeichnungen
Göteborg Film Festival 2023
- Nominierung als Bester nordischer Film für den Dragon Award (Frederikke Aspöck)[6]

Filmpreis des Nordischen Rates 2023
- Auszeichnung als Bester Film (Frederikke Aspöck, Anna Neye, Pernille Munk Skydsgaard, Nina Leidersdorff, Meta Louise Foldager Sørensen)[7]